# Голям вечерник
Големите вечерници (Nyctalus lasiopterus) са вид дребни бозайници от семейство Гладконоси прилепи (Vespertilionidae). Разпространени са в по-голямата част от Европа до Мала Азия и басейна на Каспийско море. В България се срещат рядко, в няколко отделни находища в Странджа и Рила.
С дължина на тялото и главата 78-104 mm, размах на крилата 410-450 mm и маса 45-76 g големият вечерник е най-едрият прилеп, срещащ се в Европа.  Цветът му е кафяв, по-тъмен по ушите и летателните мембрани. Черепът е масивен, подобен на този на ръждивия вечерник (Nyctalus noctula), като в миналото част от изследователите са смятали, това са две форми на един и същ вид.
Големият вечерник обитава хралупи на дървета в широколистни гори. Образува малки колонии, рядко надхвърлящи 10 екземпляра, като често отделни екземпляри живеят в колонии на други видове. Известно е, че поне в някои части на ареала извършва сезонни миграции. През юни женските раждат по едно, рядко по две, малки. При полет големият вечерник се ориентира чрез ехолокация, като използва смесен сигнал с кратка честотномодулирана част и по-дълга част с постоянна честота около 20 kHz. Храни се с едри насекоми, главно бръмбари и пеперуди, които улавя в полет на относително голяма височина.